# Erich Schwinge

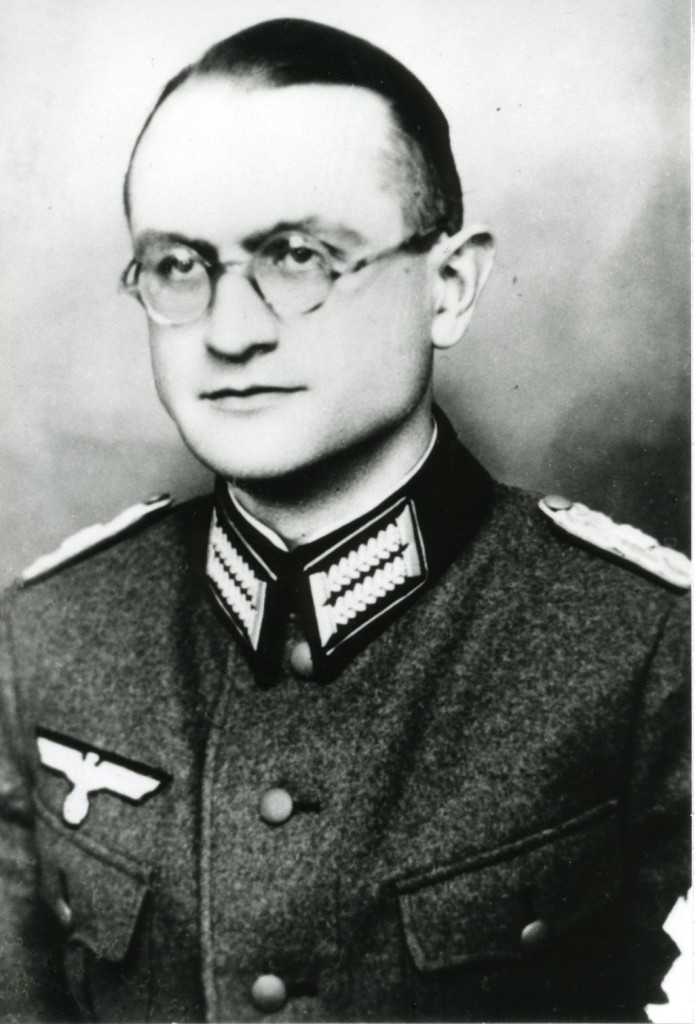
Erich Schwinge (ca.1942)

Erich Schwinge (* 15. Januar 1903 in Jena; † 30. April 1994 in Marburg) war ein deutscher Militärjurist. Er wurde 1931 Professor für Rechtswissenschaften und verfasste ab 1936 den in der Zeit des Nationalsozialismus maßgebenden Gesetzeskommentar zum deutschen Militärstrafrecht. In der Bundesrepublik Deutschland erhielt er erneut eine Rechtsprofessur und war ein gefragter Gutachter der Verteidigung in Strafprozessen gegen NS-Täter. Schwinge publizierte auch unter dem Pseudonym Maximilian Jacta. In seinem Werk von 1977 zur NS-Militärjustiz (1933–1945), das lange als historisches Standardwerk zum Thema galt, beschrieb er diese gegen die heute bekannten Tatsachen als „antinationalsozialistische Enklave der Rechtsstaatlichkeit“. Damit beeinflusste er die bundesdeutsche Rechtsprechung etwa zu Entschädigungsansprüchen für Opfer der NS-Militärjustiz noch bis 1995.

## Ausbildung
Schwinge besuchte die Oberrealschule in Jena und studierte anschließend von 1921 bis 1924 Rechtswissenschaften an der Universität Jena, Friedrich-Wilhelms-Universität Berlin und Ludwig-Maximilians-Universität München. Danach absolvierte er das Rechtsreferendariat in Jena, Weimar, Camburg, Berlin und Hamburg. Er promovierte 1926 und habilitierte sich 1930 an der Rheinischen Friedrich-Wilhelms-Universität Bonn für Strafrecht, Strafprozessrecht, Zivilprozessrecht und Rechtsphilosophie. 1931 und 1932 war er zunächst Vertretungsprofessor an der Universität Kiel. Ab 1932 war er an der Universität Halle als Professor tätig.

## Zeit des Nationalsozialismus
Bereits 1930 vertrat Schwinge Rechtsideen, die dem Nationalsozialismus entgegenkamen und die dieser später umsetzte. So trieb er die Methode der Auslegung von Rechtsnormen nach dem Sinn und Zweck der Vorschriften (teleologische Auslegung) im Strafrecht bis zum Äußersten voran.
1933 trat er in den Bund Nationalsozialistischer Deutscher Juristen ein. Bereits wenige Monate nach der Machtergreifung der Nationalsozialisten forderte er eine Ablösung der seiner Meinung nach zu „milden“ und „nachsichtigen“ Strafjustiz der Weimarer Republik durch eine möglichst „autoritäre“ Strafrechtspflege. Schließlich stellte er das Analogieverbot in Frage, noch bevor der Gesetzgeber dieses mit der Änderung des Strafgesetzbuches vom 28. Juni 1935 abschaffte.
1936 wurde Schwinge auf einen Lehrstuhl an der Universität Marburg berufen. Er befasste sich mit dem Militär-Strafgesetzbuch für das Deutsche Reich (MStGB). Dieses war bis 1945 in Kraft und wurde mehrfach novelliert. Besonders im Zweiten Weltkrieg wurden viele der darin vorgesehenen Strafen verschärft. Schwinge verfasste einen Gesetzeskommentar zu diesem Militärstrafgesetzbuch, der bis 1944 sechs Auflagen erlebte und die damals maßgebende, in der Praxis viel verwendete Auslegungshilfe für etwa 3000 Wehrmachtrichter war.
Er propagierte darin unter anderem die „Manneszucht“, das hieß die bedingungslose Anerkennung des soldatischen Gehorsams und soldatischer Pflichterfüllung im Sinne des Nationalsozialismus, als oberste Leitlinie. Diese müsse die Rechtsprechung unbedingt aufrechterhalten, um den inneren Zusammenhalt der Truppe und somit die Schlagkraft der Wehrmacht zu gewährleisten. Demgemäß forderte er die Todesstrafe für die „Zerstörung der Wehrkraft“, etwa durch Fahnenflucht, zur Generalprävention unabhängig von der Prüfung der Einzelmotive, also auch dann, wenn mildernde Umstände vorliegen konnten. Diese Forderungen erfüllte die „Kriegssonderstrafrechtsverordnung“, die das NS-Regime Ende August 1939 kurz vor Beginn des deutschen Überfalls auf Polen erließ. Im November 1939 wurde der Strafrahmen für Verstöße gegen die „Manneszucht“ nochmals dahingehend verschärft, dass jedes so gewertete Vergehen nach dem Ermessen der Gerichte mit der Todesstrafe geahndet werden konnte. Diese Verschärfung begrüßte Schwinge in der folgenden Neuauflage seines Gesetzeskommentars, weil sie es ermöglicht habe, „in jedem Einzelfall ... bis zur Todesstrafe zu gehen“.
Von 1937 bis 1939 war Schwinge Dekan der juristischen Fakultät an der Marburger Universität. 1940 wechselte er an die Universität Wien. Gemeinsam mit seinem Marburger Kollegen Leopold Zimmerl kritisierte er die Strafrechtslehre der beiden Kieler Professoren Georg Dahm und Friedrich Schaffstein. Er warf ihnen vor, einen strafrechtlichen Irrationalismus zu vertreten. Dieser Streit entzündete sich vor allem am Begriff des Rechtsguts, der von den Mitgliedern der Kieler Schule als mit dem Nationalsozialismus unvereinbar abgelehnt wurde. Schwinge selbst hielt am Begriff des Rechtsguts fest und hatte bereits 1933 eine nationalsozialistische Rechtsgutlehre entwickelt: Die Rechtsgüter seien im Sinne der herrschenden Doktrin des Nationalsozialismus auszulegen. Damit beanspruchte er, der Lehre der Kieler Schule eine wissenschaftlichere Methode entgegenzusetzen. Er war ständiger Mitarbeiter der von Heinrich Dietz herausgegebenen Zeitschrift für Wehrrecht.
1941 wurde Erich Schwinge zunächst Staatsanwalt, dann Militärrichter bei der Division 177 in Wien. Er beantragte gegen mindestens zehn zwangsrekrutierte Deutsche, die aus verschiedenen Gründen Kriegsdienste vermeiden wollten, die Todesstrafe. In mindestens acht Fällen fällte er selbst Todesurteile, auch dann, wenn eine mildere Strafe möglich gewesen wäre. Besondere Kritik fand nach 1945 der Fall des damals siebzehnjährigen Anton Reschny. Dieser hatte als Wehrmachtsangehöriger, der noch nicht über seine Pflichten belehrt worden war, bei Aufräumarbeiten eine Geldbörse und zwei Armbanduhren an sich genommen. Daraufhin war er wegen Diebstahls unter Ausnutzung der Kriegsverhältnisse (§ 242 Reichsstrafgesetzbuch, § 4 Verordnung gegen Volksschädlinge) angeklagt worden, wofür eine Freiheitsstrafe bis zu 10 Jahren vorgesehen war. Schwinge wandte jedoch die Vorschriften des Militärstrafgesetzbuches über die Plünderung an. Das Gericht unter dem Vorsitz von Schwinge verurteilte Reschny auf dieser Basis zum Tode. Der Autor Gerhard Bökel veröffentlichte in seinem im April 2022 erschienenen Buch Bordeaux und die Aquitaine im Zweiten Weltkrieg – Nazi-Besatzung und Kollaboration, Widerstand der Résistance und bundesdeutsche Nachkriegskarrieren auf Seite 226 das Urteil mit einem handschriftlichen Vermerk des Gnadenerlasses Himmlers. Schwinge selbst rechtfertigte sein Urteil noch in den 1990er Jahren in seiner von seiner Tochter Ursula Schwinge-Stumpf herausgegebenen Autobiographie mit dem Satz: „Wenn überall auf Plakaten zu lesen war: ‚Wer plündert, wird zum Tode verurteilt‘, so musste gezeigt werden, dass dies keine leere Drohung war.“

## Ab 1945
1945 geriet Schwinge in Kriegsgefangenschaft. Seine Schriften Soldatischer Gehorsam und Verantwortung (Elwert, Marburg 1939), Die Entwicklung der Manneszucht in der deutschen, britischen und französischen Wehrmacht seit 1914 (Schweitzer, Berlin 1941) und Militärstrafgesetzbuch (Junker u. Dünnhaupt, Berlin 1943) wurden in der Sowjetischen Besatzungszone auf die Liste der auszusondernden Literatur gesetzt.
Schwinge wurde nach seiner Entlassung aus der Kriegsgefangenschaft aus Österreich ausgewiesen, seine Professur an der Universität Wien wurde beendet. Er wurde jedoch 1948 als Professor an die Universität Marburg berufen und amtierte dort zwanzig Jahre lang als Dekan der juristischen Fakultät, 1954/1955 auch als Rektor der Universität. Außerdem vertrat er in etwa 150 Strafprozessen ehemalige Angehörige der Wehrmacht und der Waffen-SS.
Politisch engagierte er sich in der FDP und war zeitweise in Hessen Mitglied des FDP-Landesvorstands und Bundestagskandidat.
Unter dem Pseudonym Maximillian Jacta veröffentlichte Schwinge zwischen 1962 und 1972 eine Sammlung „Berühmte Strafprozesse“, die mehrfach übersetzt wurde. Das Werk wird der Literaturgattung der Pitavale zugerechnet. Es machte Schwinge über die Bundesrepublik hinaus bekannt. Das Pseudonym wurde gewählt, um das Werk auch international vermarkten zu können, da der Verlag den Namen Erich Schwinge in anderen Sprachräumen als zu fremdartig ansah.
Schwinge hatte mit seinem Werk Praxis des Revisionsrechts (1960) Einfluss auf die Rechtsprechung in der Bundesrepublik Deutschland. Er versuchte in den 1960er Jahren, studentische Kritik an ihm verbieten zu lassen. Nachdem etwa 1964 eine Studentenzeitung einen kritischen Beitrag zu seiner Rolle in der NS-Justiz und bei deren Aufarbeitung veröffentlicht hatte, untersagte er dessen Verbreitung und strengte erfolglos ein Disziplinarverfahren gegen die Verantwortlichen an. Die Verbreitung eines vom AStA herausgegebenen Readers mit unkommentierten Schwinge-Zitaten versuchte er mit einer einstweiligen Verfügung zu unterbinden. Dieses Vorgehen fand ein erhebliches Presseecho.
In den 1970er Jahren verfasste Schwinge zusammen mit Otto Schweling das erste umfassende historische Werk zur Militärjustiz der NS-Zeit (erschienen 1977), das lange als Standardwerk betrachtet wurde. Darin behauptete er, die deutsche Militärgerichtsbarkeit sei weitgehend vom NS-Regime unabhängig gewesen und habe sich im Rahmen des Rechts bewegt. Ihre vielen harten Urteile seien notwendig gewesen, um die Moral in der Wehrmacht aufrechtzuerhalten. Auch bei den Alliierten habe eine vergleichbare Gerichtsbarkeit mit ähnlicher Härte bestanden. Die Urteile der deutschen Militärgerichte der NS-Zeit seien daher als rechtmäßig anzuerkennen. Diese Thesen wurden zwar bereits in den 1950er Jahren kritisiert, waren aber lange herrschende Meinung. Das Bundessozialgericht folgte dieser Ansicht bis 1985. Es gab die entsprechende Rechtsprechung erst mit einem Urteil vom 11. September 1991 ausdrücklich auf und ging fortan vom zu vermutenden Unrechtscharakter der Urteile aus, die die deutschen Militärgerichte in der NS-Zeit gefällt hatten.
Im Prozess Hans Filbingers gegen Rolf Hochhuth (Februar bis Juli 1978) schrieb Schwinge in einem Rechtsgutachten: Der Fall des Matrosen Walter Gröger, für den Filbinger wegen Fahnenflucht ins Ausland die Todesstrafe beantragt hatte und später vollstrecken ließ, könne Filbinger weder rechtlich noch moralisch angelastet werden (siehe dazu Filbinger-Affäre).

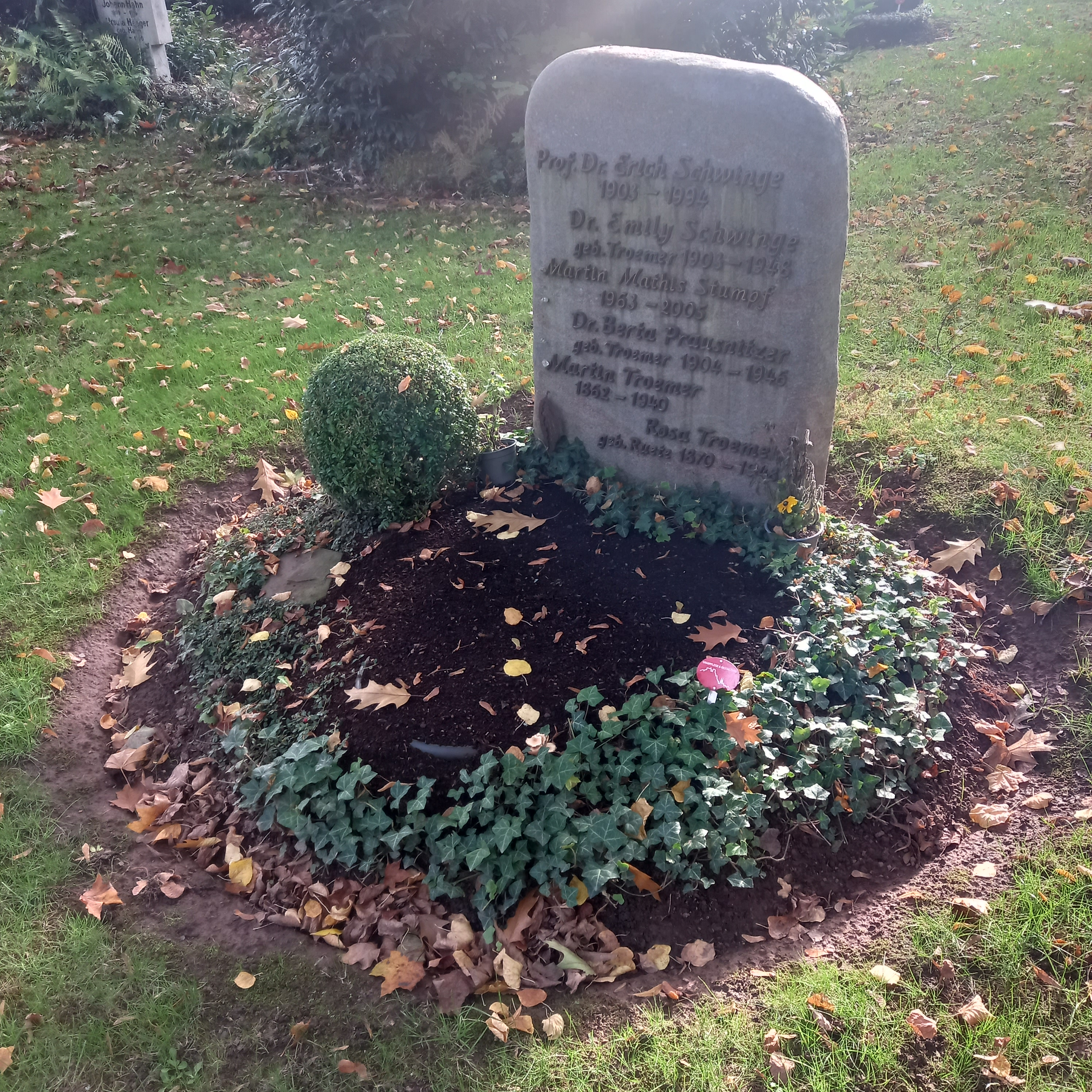
Das Grab von Erich Schwinge und seiner Ehefrau Emily geborene Troemer im Familiengrab auf dem Hauptfriedhof Marburg

Schwinges und Schwelings Darstellung der Militärjustiz der NS-Zeit wurde erst 1987 durch neue historische Forschungen der Militärhistoriker Manfred Messerschmidt und Fritz Wüllner widerlegt und fortan als wissenschaftlich unhaltbare Apologetik und schweres Unrecht verharmlosende Schönfärberei kritisiert.

## Veröffentlichungen (Auswahl)
- Militärstrafgesetzbuch. Erläutert durch Erich Schwinge. 374 Seiten, Junker und Dünnhaupt, Berlin 1936. Gesamttitel: Kommentare zum deutschen Reichsrecht - Bd. 1. 1939 erschien eine zweite neubearbeitete Auflage mit 448 Seiten, 1940 eine 3. neubearbeitete Auflage mit 488 Seiten, 1940 eine unbearbeitete 4. Auflage mit einem Nachtrag (insgesamt 509 Seiten).
  - Militärstrafgesetzbuch nebst Kriegssonderstrafrechtsverordnung war der Titel der 5. neubearbeiteten Auflage des Militärstrafgesetzbuches, ebenfalls Junker u. Dünnhaupt, Berlin 1943, mit 446 Seiten.
- Irrationalismus und Ganzheitsbetrachtung in der deutschen Rechtswissenschaft. Röhrscheid, Bonn 1968.
- Soldatischer Gehorsam und Verantwortung. 2. Auflage, Elwert’sche Verlagsbuchhandlung, Marburg 1939 (= Marburger Universitätsreden, Nr. 1).
- Die Entwicklung der Manneszucht in der deutschen, britischen und französischen Wehrmacht seit 1914. Schweitzer Verlag, Berlin 1940. Es erschienen mehrere Auflagen.
- Erich Schwinge, Otto Schweling: Die deutsche Militärjustiz in der Zeit des Nationalsozialismus. Marburg 1977, ISBN 3-7708-0590-9; 2. Auflage: Elwert-Verlag, Marburg 1978, ISBN 3-7708-0619-0.
- Bilanz der Kriegsgeneration. Elwert, Marburg 1979 (14. Auflage 1988, 38.–40. Tausend).
- Der Staatsmann. Anspruch und Wirklichkeit in der Politik. Universitas, München 1983.
- Verfälschung und Wahrheit. Das Bild der Wehrmachtsgerichtsbarkeit, veröffentlicht im rechtsextremistischen Hohenrain-Verlag, Tübingen-Zürich-Paris 1988.

Als Mitherausgeber:
- Erinnerungsgabe für Max Grünhut (1893–1964). Hrsg. von Hilde Kaufmann, Erich Schwinge u. Hans Welzel u. a., Elwert, Marburg 1965. Nebentitel: Max Grünhut. Mit Bibliographie M. Grünhut (S. 231–235).